# خوسيه إغناثيو دوارتي موريلو
خوسيه إغناثيو دوارتي موريلو (بالإسبانية: José Ignacio Duarte Murillo)‏ هو سياسي مكسيكي، ولد في 9 سبتمبر 1965 في سيوداد خواريز في المكسيك. حزبياً، نشط في الحزب الثوري المؤسساتي. وقد انتخب عضو مجلس النواب المكسيك.